# (7756) Scientia
(7756) Scientia est un astéroïde de la ceinture principale.

## Description
(7756) Scientia est un astéroïde de la ceinture principale. Il fut découvert le 27 mars 1990 à l'Observatoire Palomar par Carolyn S. Shoemaker et Eugene M. Shoemaker. Il présente une orbite caractérisée par un demi-grand axe de 3,16 UA, une excentricité de 0,02 et une inclinaison de 16,6° par rapport à l'écliptique.

## Compléments